# Barsanufije iz Gaze
Sveti Barsanufije (Egipat – Gaza, 540.), bio je kršćanski pustinjak i pisac šestog stoljeća.
Rođen je u Egiptu. Živio je pedesetak godina u potpunoj izolaciji, a zatim u blizini samostana Svetog Seridona iz Gaze u Palestini.
Spomendan mu je 11. travnja.